# South Newton
South Newton  è un piccolo villaggio e una parrocchia civile della contea del Wiltshire che si trova a circa 4 miglia a nord-ovest di Salisbury, Sud Ovest dell'Inghilterra, Regno Unito.

## Geografia

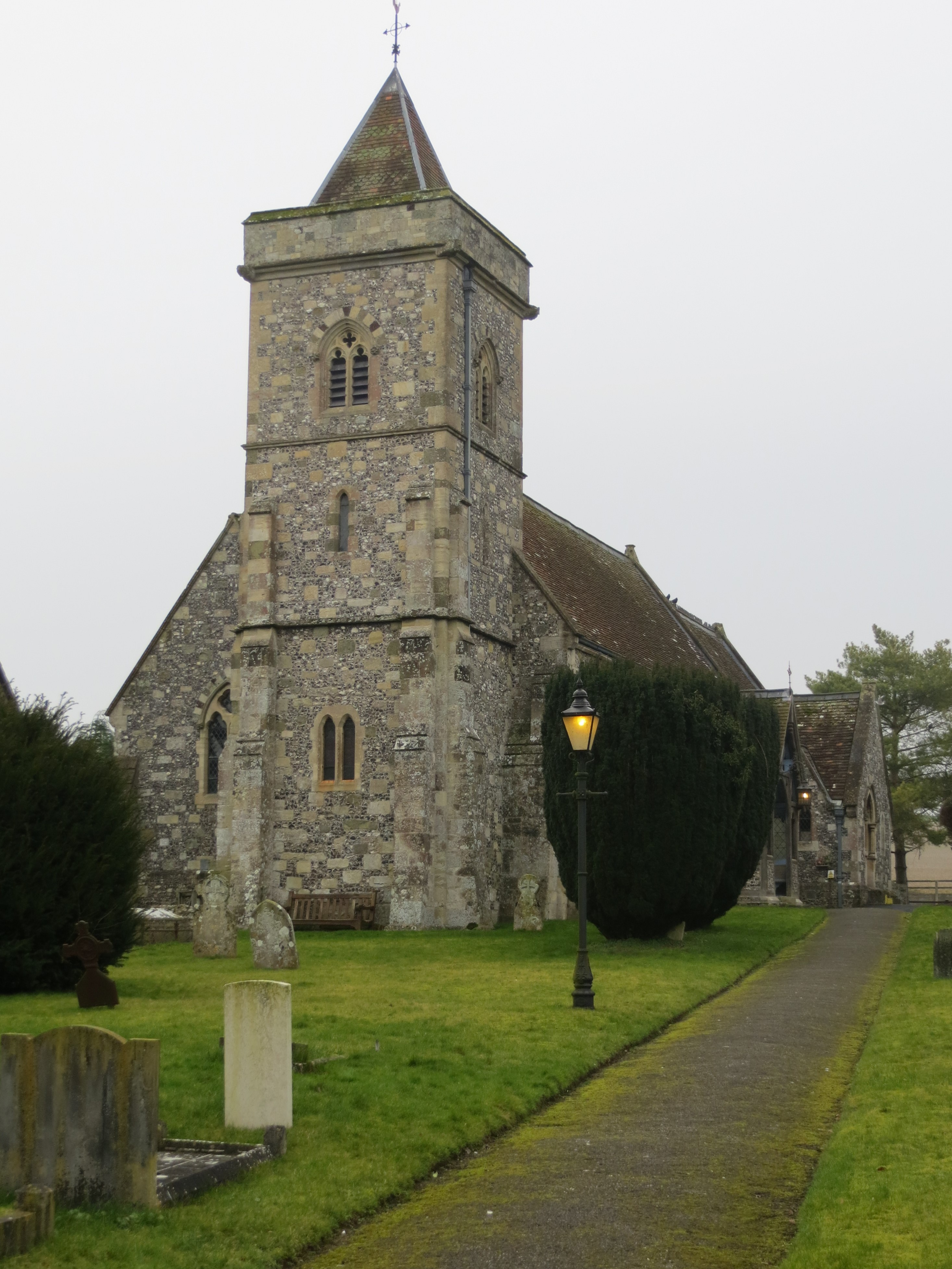
Chiesa di Sant'Andrea

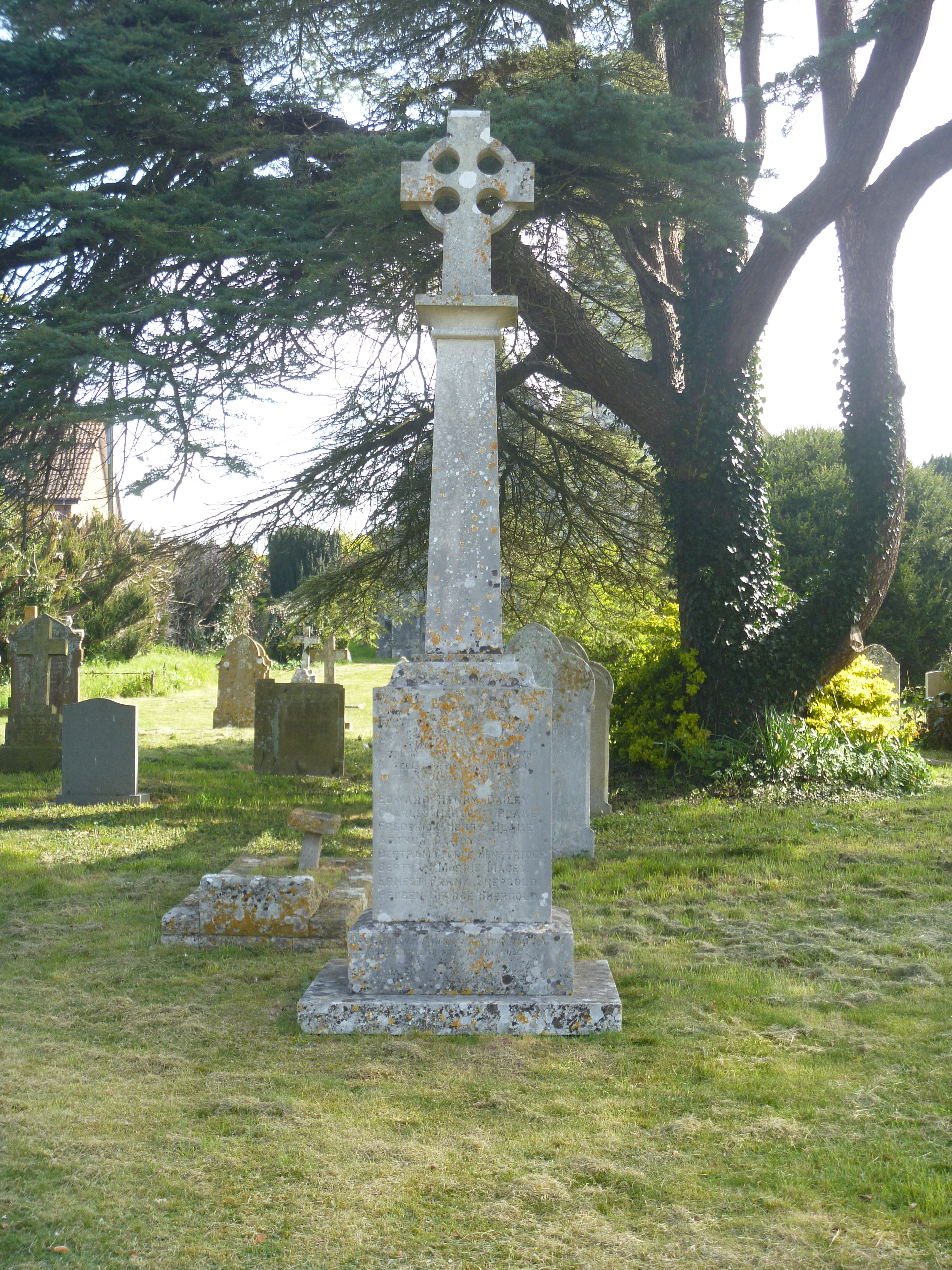
Monumento ai Caduti

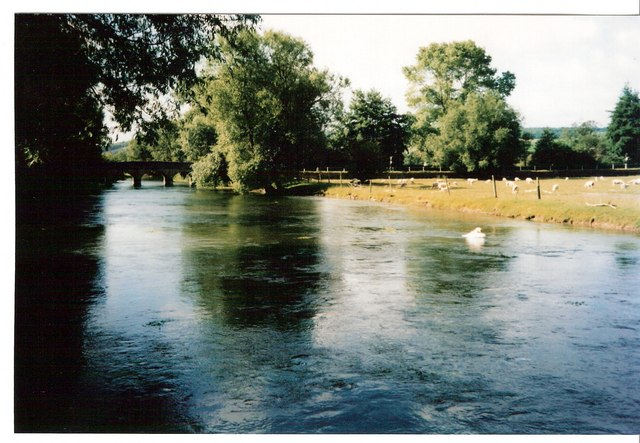
Fiume Wylye a Stoford

Il territorio della parrocchia civile si estende tra colline calcaree a nord-est e colline con boschi a sud-ovest. Viene attraversato dalla strada A36 e si trova sulla riva sinistra del fiume Wylye, che definisce gran parte del confine occidentale della parrocchia anche se in alcuni punti se ne discosta o segue un corso minore. A nord e a est le strade che segnano il confine sono antiche, e un'altra strada segna il confine a sud-ovest. Nella valle dell'Avon il confine segue una comba a nord e una cresta a sud. Il Nadder è il confine di North Ugford a sud, e una strada probabilmente antica e un fossato preistorico ne segnano parti rispettivamente a est e a ovest. Altrove il confine non è segnato da alcuna caratteristica naturale o artificiale. In tutta la parrocchia vi sono affioramenti di gesso Tutti e tre i fiumi, il Wylye, l'Avon e il Nadder, hanno creato depositi alluvionali con ghiaia, sebbene solo una piccola parte del corso dell'Avon si trovi nella parrocchia. Vi sono valli asciutte fiancheggiate da ghiaia, di cui il fondo di Stoford è il più lungo e profondo. A sud-est, sullo spartiacque del Wylye e dell'Avon, ci sono depositi di argilla con selci e ghiaia di altopiano. Le colline raggiungono i 157 metri a nord-est. Il punto più alto di North Ugford è la sua punta settentrionale a 144 metri. Il Wylye lascia la parrocchia a circa 55 metri di altitudine e il Nadder a circa 60 metri. Vicino all'Avon l'altezza media è di circa 60 metri. Nelle valli di Wylye e Nadder l'uso del territorio è stato tipico delle colline calcaree del Wiltshire, con prati lungo il fiume, più estesi a Little Wishford e Chilhampton, campi aperti sui pendii inferiori delle colline calcaree e pascoli sulle colline. Nella valle di Avon il territorio scende ripidamente verso il fiume. C'era un po' di terreno erboso ma evidentemente nessun campo aperto. Dal XVIII secolo, o prima, gran parte delle colline in tutte le parti della parrocchia è stata resa coltivabile ed arata.

## Storia
Il territorio non è ricco di resti preistorici noti. Nel sud-est, sul bacino idrografico dell'Avon e del Wylye, c'era un piccolo insediamento romano-britannico e c'era un sistema di campi a Camp Down nella valle dell'Avon. Un altro sistema di campi preistorici si trovava a ovest di esso, sulle colline di Chilhampton, e parte di un altro campo si trovava nell'angolo nord-est della parrocchia. A nord-est del villaggio di South Newton, tre tumuli si trovano accanto alla strada di Devizes. Rimangono pochissime tracce di un fossato preistorico che si dice corresse a sud-ovest da Camp Down o di un altro lungo il confine settentrionale della parrocchia. Nel 1086 la tenuta su cui si basava la parrocchia comprendeva 200 acri di terreno boschivo, aveva il diritto di prendere dalla foresta di Melchet nell'angolo sud-orientale della contea 80 carri di legna e quanto necessario per riparare case e recinti, oltre al diritto di nutrire 80 maiali nella foresta. Non ci sono prove successive che gli uomini della parrocchia avessero diritti sulla foresta di Melchet. La parte principale della parrocchia era all'interno della foresta di Grovely sino al 1219 circa. Nel Medioevo North Ugford era all'interno della foresta mentre nel 1773 erano rimasti pochissimi terreni boschivi. Tra il 1805 e il 1844 circa erano presenti piantagioni sparse per un totale di circa 8 acri. Nel 1879 la parrocchia era composta da una parte principale immediatamente a nord di Wilton e da una parte distaccata, North Ugford, immediatamente a ovest di Wilton. La parte principale è essenzialmente il terreno di una tenuta del X secolo delimitata a ovest dal fiume Wylye e a est da un sentiero lungo la cresta che divide le valli del Wylye e del Christchurch Avon, a sud-est la tenuta si estendeva a est dello spartiacque fino all'Avon. Quattro insediamenti sorsero lungo il Wylye, South Newton, Little Wishford, Stoford e Chilhampton. Ognuno di questi sorge su terreno ghiaioso e porta un nome di origine sassone, C'era una striscia di terra che si estendeva dal fiume fino alla pianura dello spartiacque. Nell'estensione sud-orientale potrebbe esserci stato, o si potrebbe aver pensato di fondare, un insediamento accanto all'Avon con terreni che si estendevano a ovest fino alla cresta e paragonabili a quelli delle parrocchie di Wilsford, Woodford e Durnford, ma di questo non vi è alcuna prova. A sud si trova Burden's Ball, un quinto insediamento che sorgeva sulla ghiaia accanto al Wylye e che evidentemente aveva una striscia di terra che si estendeva a est fino alla cresta ed era stato aggiunto alla parrocchia di South Newton entro il XVI secolo. North Ugford, un piccolo villaggio sulla riva nord del fiume Nadder con un triangolo di terra che si estende verso nord fino alle colline, fu presumibilmente aggiunto alla parrocchia di South Newton alla fine del XII secolo, quando le decime da esso derivanti facevano parte della dotazione della prebenda di South Newton. Si pensa che una strada romana da Winchester e Old Salisbury ai Mendips attraversasse la parrocchia, attraversando il Wylye circa 300 m a sud della chiesa, ma non ne è stata trovata traccia. L'antica strada lungo il confine orientale divenne la strada principale Devizes—Salisbury. Una strada di campagna da Bath convergeva su di essa attraverso la parte settentrionale della parrocchia. La strada Devizes, su cui convergeva una strada a pedaggio da Bath tramite Market Lavington più a nord, fu trasformata in strada a pedaggio nel 1761 e nello stesso anno la strada Wilton—Warminster che collegava gli insediamenti sulla riva sinistra del Wylye, compresi quelli nella parrocchia di South Newton, fu trasformata in strada a pedaggio come parte di una strada Salisbury—Bath. Entrambe le strade furono chiuse nel 1870 e mantennero la loro importanza nel 1993. Le tre strade di North Ugford sono tutte antiche. Quella lungo la riva nord del Nadder era chiamata Portway tra Wilton e North Ugford nell'XI secolo. La parte sud della Ridge Way e Ox Drive facevano parte di una strada principale Wilton—Mere, lungo la quale furono erette pietre miliari nel 1750 che persero importanza già dal 1761, quando la strada lungo il fiume fu trasformata in strada Wilton—Mere. La tratta ferroviaria Salisbury—Warminster della G.W.R. lungo la valle del Wylye fu aperta nel 1856 con la stazione di Wilton a nord-ovest di Kingsway a Burden's Ball. La linea attraversa solo l'angolo sud-ovest della parte principale della parrocchia. La Salisbury & Yeovil Railway aprì una linea lungo la valle del Nadder attraverso North Ugford nel 1859 e fu estesa fino a Exeter nel 1860. La stazione Wilton G.W.R. fu chiusa nel 1955, ma entrambe le linee rimasero aperte sino al 1993.
Storicamente i principali insediamenti sono o sono stati: 
- South Newton. Questo è da tempo il più grande insediamento della parrocchia. Nel Medioevo la sua terra apparteneva all'abbazia di Wilton e nel 1243 il villaggio aveva ottenuto il suo prefisso, evidentemente per distinguerlo da North Newnton, dove l'abbazia possedeva anche la terra. Il villaggio sorge su un'ampia striscia di ghiaia accanto alla strada Wilton-Warminster. La chiesa, la casa del vicariato e la fattoria demaniale formavano un gruppo sul lato est della strada. La fattoria demaniale, Manor Farm, fu ricostruita nel 1799 come una casa quadrata con un ingresso a ovest a cinque campate in selce e pietra a scacchi. La casa del vicariato immediatamente a ovest della chiesa fu demolita a metà del XIX secolo.[1]
- Little Wishford. Era un piccolo insediamento nel XIV secolo che aveva una sua chiesa nel XV secolo. Verso la fine del XVIII secolo e all'inizio del XIX era costituito da non più di due gruppi di edifici agricoli, entrambi a sud della strada Warminster e solo il gruppo occidentale comprendeva una fattoria nel 1844. La casa, Little Wishford Farmhouse, fu ricostruita apparentemente all'inizio del XIX secolo, utilizzando la pianta lunga e stretta di una casa precedente e riutilizzando mattoni del XVIII secolo in un muro a capanna. Verso la fine del XIX secolo furono aggiunte delle finestre a bovindo sul fronte sud. Tra il 1844 e il 1860 il gruppo orientale di edifici fu demolito e un paio di cottage di campagna in mattoni a strisce e selce furono costruiti a nord della strada. Un grande edificio agricolo chiamato Crough's Barn fu costruito a 400 m. a nord di Little Wishford Farmhouse tra il 1957 e il 1969.[1]
- Stoford comprendeva varie fattorie, su piccole proprietà libere o appartenenti al South Newton Manor, sul lato est della strada Warminster. Il guado tra questo e Great Wishford sulla riva occidentale del Wylye era stato sostituito da un ponte evidentemente all'inizio del XVIII secolo, e fu ampiamente ricostruito nel 1841. Fu chiamato Wishford Bridge all'inizio del XIX secolo, Stoford Bridge dagli anni settanta dell'Ottocento e in seguito. Nel 1844 c'erano circa cinque fattorie e solo un cottage, che sopravvive.[1]
- Chilhampton. Nel Medioevo e fino alla metà del XIX secolo Chilhampton sembra essere stato un piccolo insediamento, come Stoford, costituito da una fila di fattorie su piccole proprietà libere o proprietà di South Newton e principalmente sul lato est della strada di Warminster. È probabile che la strada sia stata rifatta su un nuovo percorso a est del villaggio quando fu trasformata in strada a pedaggio nel 1761, e la strada lungo la quale sorgevano le fattorie nel 1773 era presumibilmente il vecchio percorso. Nel 1800 c'erano circa quattro fattorie, una delle quali era sul lato ovest della strada, e diverse altre case o cottage. La maggior parte degli edifici era ancora in piedi nel 1844 ma nessuno nel 1993. La maggior parte fu probabilmente demolita nel 1856 quando furono costruiti nuovi edifici agricoli in mattoni rossi adiacenti al lato ovest della strada principale. Chilhampton Farmhouse, una casa in mattoni rossi su un terreno più elevato a est della strada, fu costruita allora o subito dopo.[1]
- Burden's Ball. Probabilmente c'era poco più di una fattoria a Burden's Ball nel XVI secolo. Una cappella che vi sorgeva all'inizio di quel secolo era stata probabilmente demolita entro il 1650, quando c'erano solo Burden's Ball Farm e altre due case. La fattoria sorge, come la maggior parte delle altre nella parte principale della parrocchia, sul lato est della strada Warminster. Burden's Ball Farmhouse è una piccola casa di mattoni della metà del XVIII secolo con un'ala cucina a nord-est. Nel 1773 c'erano diversi altri edifici accanto alla strada principale e nel XIX secolo Wilton si espanse lungo North Street in Burden's Ball. A nord-ovest del suo incrocio con North Street la Warminster Road era chiamata Queen Street, a sud-est King Street. Molte delle circa 10 case in quelle strade nel 1844 sopravvivevano ancora. La più antica, all'incrocio tra King Street e Primrose Hill, porta la data 1725. Burden's Ball House, all'incrocio tra North Street e Queen Street, è una casa a due piani con tre campate costruita intorno al 1830.[1]
- North Ugford. Ugford era un villaggio sul lato sud della strada lungo il fiume da Wilton a Mere. Nel Medioevo aveva una sua chiesa e la terra apparteneva all'abbazia di Wilton. Nel 1773 North Ugford aveva edifici lungo la strada e in un breve vicolo che conduceva al fiume. All'estremità orientale del villaggio Ugford Farm è una casa a graticcio del XVI secolo con un'ala a croce del XVII secolo in selce e pietra a scacchi. All'estremità occidentale Ugford Old Farm è anch'essa a graticcio e ha un tetto a quattro campate a forma di A della fine del XVI secolo o dell'inizio del XVII. Al centro Ugford House è apparentemente del XVIII secolo, è in selce e pietra a scacchi e fu modificata ed estesa verso sud all'inizio del XIX secolo.[1]

## Monumenti e luoghi d'interesse
Nel territorio di South Newton sono presenti alcuni edifici e luoghi d'interesse:
- Chiesa di Sant'Andrea. Si tratta di una chiesa parrocchiale anglicana del XII secolo. Si trova all'estremità orientale del villaggio ed è costruita in gran parte in pietrisco con rivestimento in bugnato, selce e pietre squadrate. La torre posta a occidente è a tre piani e fu ricostruita nel XIV secolo. Nel 1553 aveva quattro campane, due delle quali sono sopravvissute. Furono fuse dalla fonderia di Salisbury, una intorno al 1400 e un'altra intorno al 1499. Appartiene alla diocesi di Salisbury e dal 23 marzo 1960  è considerata un monumento classificato di seconda categoria. Nel camposanto della chiesa si trova il monumento dedicato ai Caduti.[5][6][7]
- South Newton Manor House.